# Delphine Atangana
Delphine Bertille Atangana (Yaoundé, 16 agosto 1984) è un'ex velocista camerunese.

## Palmarès
| Anno | Manifestazione          | Sede        | Evento      | Risultato        | Prestazione | Note |
| ---- | ----------------------- | ----------- | ----------- | ---------------- | ----------- | ---- |
| 2002 | Mondiali juniores       | Kingston    | 100 m piani | Semifinale       | 12"28       |      |
| 2002 | Mondiali juniores       | Kingston    | 200 m piani | Batteria         | 24"96       |      |
| 2003 | Africani juniores       | Garoua      | 100 m piani | Oro              | 11"42       |      |
| 2003 | Africani juniores       | Garoua      | 200 m piani | Oro              | 23"40       |      |
| 2003 | Mondiali                | Parigi      | 4x400 m     | 7ª               | 3'27"08     |      |
| 2003 | Giochi panafricani      | Abuja       | 100 m piani | 5ª               | 11"49       |      |
| 2003 | Giochi panafricani      | Abuja       | 200 m piani | 4ª               | 23"50       |      |
| 2003 | Giochi afro-asiatici    | Hyderabad   | 100 m piani | Bronzo           | 11"49       |      |
| 2003 | Giochi afro-asiatici    | Hyderabad   | 200 m piani | Oro              | 23"37       |      |
| 2004 | Africani                | Brazzaville | 100 m piani | 6ª               | 11"55       |      |
| 2004 | Africani                | Brazzaville | 200 m piani | Finale           | dnf         |      |
| 2004 | Africani                | Brazzaville | 4x400 m     | Bronzo           | 3'30"77     |      |
| 2004 | Giochi olimpici         | Atene       | 100 m piani | Quarti di finale | 11"60       |      |
| 2005 | Mondiali                | Helsinki    | 100 m piani | Quarti di finale | 11"52       |      |
| 2006 | Mondiali indoor         | Mosca       | 60 m piani  | Batteria         | dns         |      |
| 2006 | Giochi del Commonwealth | Melbourne   | 100 m piani | Bronzo           | 11"39       |      |
| 2006 | Giochi del Commonwealth | Melbourne   | 200 m piani | 7ª               | 23"45       |      |
| 2007 | Giochi panafricani      | Algeri      | 100 m piani | 7ª               | 11"53       |      |
| 2008 | Mondiali indoor         | Valencia    | 60 m piani  | Semifinale       | 7"37        |      |
| 2008 | Africani                | Addis Abeba | 100 m piani | Bronzo           | 11"46       |      |
| 2008 | Africani                | Addis Abeba | 200 m piani | Semifinale       | 23"98       |      |
| 2010 | Giochi del Commonwealth | Delhi       | 100 m piani | Bronzo           | 11"48       |      |
| 2010 | Giochi del Commonwealth | Delhi       | 200 m piani | Semifinale       | 23"78       |      |
| 2010 | Africani                | Nairobi     | 100 m piani | 5ª               | 11"43       |      |
| 2010 | Africani                | Nairobi     | 200 m piani | 4ª               | 23"70       |      |
| 2010 | Africani                | Nairobi     | 4x100 m     | Argento          | 44"90       |      |
| 2010 | Africani                | Nairobi     | 4x400 m     | dnf              | dnf         |      |
| 2011 | Mondiali                | Taegu       | 100 m piani | Batteria         | 11"56       |      |
| 2011 | Giochi panafricani      | Maputo      | 100 m piani | 5ª               | 11"56       |      |
| 2011 | Giochi panafricani      | Maputo      | 200 m piani | Semifinale       | 24"34       |      |
| 2012 | Mondiali indoor         | Istanbul    | 60 m piani  | Batteria         | 7"47        |      |
| 2012 | Africani                | Porto-Novo  | 100 m piani | Semifinale       | 11"93       |      |
| 2012 | Africani                | Porto-Novo  | 200 m piani | Semifinale       | 24"53       |      |
| 2012 | Africani                | Porto-Novo  | 4x100 m     | dnf              | dnf         |      |
| 2012 | Giochi olimpici         | Londra      | 100 m piani | Batteria         | 11"82       |      |